# (5522) De Rop
(5522) De Rop es un asteroide perteneciente al cinturón de asteroides descubierto el 3 de agosto de 1991 por Eric Walter Elst desde el Observatorio de La Silla, Chile.

## Designación y nombre
Designado provisionalmente como 1991 PJ5. Fue nombrado De Rop en honor a Willy De Rop, astrónomo del Real Observatorio, Uccle, con motivo de su jubilación. Además de su trabajo profesional en astronomía posicional, cronometraje y rotación de la Tierra, De Rop ha participado en la popularización de la astronomía y en varias otras sociedades culturales en Bélgica. Durante varios años, fue de gran ayuda para encargarse de la comunicación de los télex entre el descubridor y los sitios de observación, y también el Centro del planeta menor.

## Características orbitales
De Rop está situado a una distancia media del Sol de 2,414 ua, pudiendo alejarse hasta 2,862 ua y acercarse hasta 1,965 ua. Su excentricidad es 0,185 y la inclinación orbital 1,327 grados. Emplea 1369,95 días en completar una órbita alrededor del Sol.

## Características físicas
La magnitud absoluta de De Rop es 13,4. Tiene 5,379 km de diámetro y su albedo se estima en 0,246. 